# 杭州市南山陵园
杭州市南山陵园，又称南山公墓，位于杭州上城区白云路66号，是杭州市区唯一的国有公墓，直属杭州市民政局管理。南山陵园是杭州市扫墓人数最多的陵园，每年冬至的高峰时段接待大约20万人。目前占地面积约287亩，共有墓区54个、墓位数4.6万余穴，杭州市革命烈士陵园位于其核心地段。
杭州南山陵园原本为吴越国第2代君主錢元瓘的陵墓，1951年改建为南山公墓。由于南山公墓兼具帝王风水，在江浙沪有着较大影响力，主要埋葬劳模、烈士、老红军等，黄宾虹、都锦生、马一浮、马寅初、张宗祥、陆维钊、沈秋水、马定祥等一众名人也埋葬此处。文化大革命时期錢元瓘陵墓被毁，后来也在南山陵园重新立碑。
杭州市革命烈士陵园建立于1961年，埋葬此处的烈士最早可以追溯到第一次国共合作时期。烈士陵园整体占地面积约10亩，截止2019年共有430多位烈士埋葬此处。